# Boophis ulftunni
Espèce
Boophis ulftunni est une espèce d'amphibiens de la famille des Mantellidae.

## Répartition
Cette espèce est endémique de Madagascar. De découverte récente, elle n'est connue que dans la péninsule de Masoala et ses environs.

## Description
Les 4 spécimens mâles observés lors de la description originale mesurent entre 21,9 mm et 24,2 mm de longueur standard et les 2 spécimens femelles observés lors de la description originale mesurent entre 32,0 mm et 37,1 mm.

## Étymologie
Son nom d'espèce, ulftunni, lui a été donné en référence au Dr. Ulf Walter Tunnau, en reconnaissance de sa contribution à travers le projet Biopat.

## Publication originale
- Wollenberg, Andreone, Glaw & Vences, 2008 : Pretty in pink: a new treefrog species of the genus Boophis from north-eastern Madagascar. Zootaxa, no 1684, p. 58-68 (texte intégral).